# Yacht Club Italiano
Lo Yacht Club Italiano (abbreviato YCI) è uno yacht club fondato nel 1879 a Genova. La sede si trova presso il Porticciolo Duca degli Abruzzi, a Genova.

## Storia

### Regio Yacht Club Italiano
Il Regio Yacht Club Italiano (RYCI) fu fondato a Genova il 7 agosto 1879 da un gruppo di velisti guidati da Vittorio Augusto Vecchi, detto Jack la Bolina. Era il primo circolo velico italiano e dell'intero Mediterraneo; oltre alla sede di Genova aveva sezioni a Livorno, Isola d'Elba, Civitavecchia e Napoli. Le sezioni successivamente si staccheranno dando vita a numerosi circoli velici autonomi.
Furono presidenti del RYCI, tra gli altri, S.A.R. Luigi di Savoia-Aosta (1906-1933) e S.A.R. Amedeo di Savoia Aosta (1933-1942).
Fra i più famosi panfili a battere la bandiera del club vi fu l'Elettra, da cui Guglielmo Marconi fece partire alcuni dei suoi esperimenti di trasmissione di segnale elettrico senza fili.

### Yacht Club Italiano
Alla fine della Seconda Guerra Mondiale, nel 1946, il Club è stato rifondato come Yacht Club Italiano.
Attuale Presidente è Carlo Cameli.

## Eventi sportivi
Dalla prima regata, svoltasi l'8 agosto 1880, nel Golfo della Spezia, con "appena" 177 imbarcazioni, il Club è passato, oggi, ad oltre 1200 soci e si è affermato a livello europeo e mondiale nel corso degli anni.
Nel 1902 la vittoria del Duca degli Abruzzi con il panfilo Artica nella Coppa di Francia vide l'ingresso del Club sullo scenario internazionale.
Seguirono le vittorie olimpiche, come l'oro ai Giochi della XI Olimpiade di Kiel del 1936.
Attualmente lo YCI è sponsor di svariate regate che si svolgono a livello italiano e internazionale: dalle "classiche" Giraglia Rolex Cup, che deve il suo nome ad uno scoglio vicino alla Corsica doppiato dai partecipanti, al Grand Prix d'Italie Mini 650 fino alle veleggiate come la Millevele.

### America's Cup
La prima partecipazione alla America's Cup fu nel 1987 con Italia, seguita da quella del 2007 con Luna Rossa.

### Volvo Ocean Race
Recentemente, lo Yacht Club Italiano ha annunciato la propria partecipazione alle prossime due edizioni della Volvo Ocean Race, la regata d'altura considerata "l'Everest del mare" dove equipaggi di tutto il mondo competono duramente in un giro del mondo di 37.000 miglia nei mari più impervi passando per Città del Capo, Singapore, Capo Horn, Rio de Janeiro, Boston, Göteborg e Stoccolma.
La sfida dello Yacht Club Italiano, nata con il nome "Italia 70", è finanziata da John Elkann e organizzata da Carlo Croce e Giovanni Soldini. Il team ha acquistato Ericsson 3, una barca di 70 piedi che ha già partecipato alla precedente edizione della regata.

### Fondazione Tender To Nave Italia
Lo Yacht Club Italiano con la Marina Militare Italiana ha altresì creato la Fondazione Tender To Nave Italia, acquistando un brigantino di 60 metri, la Nave Italia, e mettendolo a disposizione di persone colpite da situazioni di disagio di varia natura.